# Vedurna
Vedurna (Resupinatus poriaeformis) är en svampart som först beskrevs av Christiaan Hendrik Persoon, och fick sitt nu gällande namn av Thorn, Moncalvo & Redhead 2006. Enligt Catalogue of Life ingår Vedurna i släktet Resupinatus,  och familjen Tricholomataceae, men enligt Dyntaxa är tillhörigheten istället släktet Resupinatus,  och familjen Resupinataceae. Arten är reproducerande i Sverige. Inga underarter finns listade i Catalogue of Life.